# Шехзаде Шехеншах (син Бајазита II)
Шехзаде Шехиншах (тур. Şehzade Şehinşah; 1465 — 1511) је био син султана Бајазита II.

## Биографија
Шехзаде Шехиншах је рођен 1465. године. Његова мајка је била Хуснушах-хатун (умрла 1522). 
Године 1483, након што се његов ујак шехзаде Џем склонио код Мамлука након што је поражен у борби за престо, постављен је за санџакбега Карамана. 
Речено је да је шехзаде Шехеншах био преке нарави и да је био мрзовољан. Током каснијих година повредио је ногу и имао је проблема са ходањем.
Међутим, принц Шехиншах је изненада умро 2. јула 1511. године у Коњи. Иако је узрок смрти непознат, неки извори кажу да су постојале приче да га је отрован по налогу његовог полубрата шехзаде Селима, са којим се заједно уротио против свог оца и друге полубраће.  

## Потомство
Шехзаде Шехиншах је имао четири сина и кћи:
- шехзаде Аладин (убијен 16. децембар 1512)
- шехзаде Мехмед (1484, Караман — 16. јануар 1513, Бурса); син са Мукриме-хатун. Намесник санџака Нигде 1501, Бејшехира (1502-1511) и, након смрти његовог оца, намесник Коње. Задављен по наређењу султана Селима. Био је ожењен 1502. године султанијом Шахнисом, ћерком његовог стрица шехзаде Абдулаха[2].
- шехзаде Махмуд (умро 1510)[2]
- шехзаде Мустафа[1]
- ћерка; надживела је свог оца